# SN 2002kw
SN 2002kw – supernowa odkryta 3 listopada 2002 roku w galaktyce A021835-0426. W momencie odkrycia miała maksymalną jasność 25,10m.